# Temporada 1946-47 de los Toronto Huskies
La Temporada 1946-47 fue la primera y única temporada de los Toronto Huskies en la BAA. El equipo fue el protagonista del primer partido de la historia de la competición, el que les enfrentó a los New York Knicks el 1 de noviembre de 1946 en el Maple Leaf Gardens, que acabó con la victoria del equipo neoyorquino por 66-68.
La temporada regular acabó con 22 victorias y 38 derrotas, ocupando el sexto y último puesto de la División Este, no logrando clasificarse para los playoffs.

## Elecciones en el Draft de la BAA 1947
| Puesto | Jugador          | Universidad  |
| ------ | ---------------- | ------------ |
| 2      | Glen Selbo (G/F) | Wisconsin    |
| N/A    | Frank Broyles    | Georgia Tech |
| N/A    | Paul Hoffman     | Purdue       |
| N/A    | Wimpy Quinn      | Oregon       |
| N/A    | Red Rocha        | Oregon State |

## Temporada regular
| # | División Este           | División Este | División Este | División Este | División Este |
| # | Equipo                  | G             | P             | %             | PD            |
| - | ----------------------- | ------------- | ------------- | ------------- | ------------- |
| 1 | x-Washington Capitols   | 49            | 11            | .817          | –             |
| 2 | x-Philadelphia Warriors | 35            | 25            | .583          | 14            |
| 3 | x-New York Knicks       | 33            | 27            | .550          | 16            |
| 4 | Providence Steamrollers | 28            | 32            | .467          | 21            |
| 5 | Boston Celtics          | 22            | 38            | .367          | 27            |
| 6 | Toronto Huskies         | 22            | 38            | .367          | 27            |

## Estadísticas
| Rk | Jugador         | Edad | P  | PT | MP | TC  | TCI  | %TC  | 3P | 3PI | %3P | TL  | TLI | %TL  | RO | RD | RT | AS  | RB | TAP | BP | FP  | PTS  |
| 1  | Ed Sadowski     | 29   | 10 |    |    | 7.3 | 20.9 | .349 |    |     |     | 4.5 | 6.6 | .682 |    |    |    | 0.8 |    |     |    | 4.2 | 19.1 |
| 2  | Leo Mogus       | 25   | 41 |    |    | 4.5 | 15.9 | .285 |    |     |     | 4.2 | 5.8 | .726 |    |    |    | 1.4 |    |     |    | 3.1 | 13.3 |
| 3  | Kleggie Hermsen | 23   | 21 |    |    | 4.5 | 15.6 | .291 |    |     |     | 3.0 | 4.6 | .660 |    |    |    | 0.7 |    |     |    | 2.6 | 12.1 |
| 4  | Red Wallace     | 28   | 37 |    |    | 4.6 | 15.8 | .291 |    |     |     | 2.3 | 4.0 | .574 |    |    |    | 1.0 |    |     |    | 3.4 | 11.5 |
| 5  | Mike McCarron   | 24   | 60 |    |    | 3.9 | 14.0 | .282 |    |     |     | 3.0 | 4.8 | .615 |    |    |    | 1.0 |    |     |    | 3.1 | 10.8 |
| 6  | George Nostrand | 23   | 13 |    |    | 3.5 | 10.5 | .338 |    |     |     | 1.8 | 4.7 | .393 |    |    |    | 0.8 |    |     |    | 1.7 | 8.9  |
| 7  | Bob Mullens     | 24   | 28 |    |    | 3.5 | 12.2 | .287 |    |     |     | 1.5 | 2.4 | .618 |    |    |    | 1.3 |    |     |    | 2.2 | 8.5  |
| 8  | Charlie Hoefer  | 29   | 23 |    |    | 2.3 | 8.6  | .273 |    |     |     | 1.4 | 2.0 | .696 |    |    |    | 0.4 |    |     |    | 2.7 | 6.1  |
| 9  | Dick Schulz     | 30   | 41 |    |    | 2.1 | 9.1  | .234 |    |     |     | 1.8 | 2.6 | .692 |    |    |    | 1.0 |    |     |    | 2.3 | 6.0  |
| 10 | Ray Wertis      | 25   | 18 |    |    | 2.1 | 9.5  | .222 |    |     |     | 1.3 | 2.1 | .622 |    |    |    | 1.0 |    |     |    | 1.6 | 5.5  |
| 11 | Roy Hurley      | 24   | 46 |    |    | 2.2 | 9.7  | .224 |    |     |     | 0.8 | 1.4 | .609 |    |    |    | 0.7 |    |     |    | 1.8 | 5.2  |
| 12 | Frank Fucarino  | 26   | 28 |    |    | 1.9 | 7.1  | .268 |    |     |     | 1.2 | 2.1 | .567 |    |    |    | 0.3 |    |     |    | 1.4 | 5.0  |
| 13 | Nat Militzok    | 23   | 21 |    |    | 1.8 | 6.1  | .295 |    |     |     | 1.1 | 1.9 | .615 |    |    |    | 0.7 |    |     |    | 1.4 | 4.8  |
| 14 | Dick Fitzgerald | 26   | 60 |    |    | 2.0 | 8.3  | .238 |    |     |     | 0.7 | 1.0 | .683 |    |    |    | 0.7 |    |     |    | 1.5 | 4.6  |
| 15 | Bob Fitzgerald  | 23   | 31 |    |    | 1.5 | 7.8  | .195 |    |     |     | 1.5 | 2.3 | .643 |    |    |    | 0.8 |    |     |    | 2.8 | 4.5  |
| 16 | Harry Miller    | 23   | 53 |    |    | 1.1 | 4.9  | .223 |    |     |     | 0.7 | 1.5 | .439 |    |    |    | 0.8 |    |     |    | 2.2 | 2.9  |
| 17 | Gino Sovran     | 22   | 6  |    |    | 0.8 | 2.5  | .333 |    |     |     | 0.2 | 0.3 | .500 |    |    |    | 0.2 |    |     |    | 0.8 | 1.8  |
| 18 | Ed Kasid        | 23   | 8  |    |    | 0.8 | 2.6  | .286 |    |     |     | 0.0 | 0.8 | .000 |    |    |    | 0.8 |    |     |    | 1.0 | 1.5  |
| 19 | Ralph Siewert   | 23   | 14 |    |    | 0.4 | 2.2  | .161 |    |     |     | 0.4 | 0.7 | .600 |    |    |    | 0.3 |    |     |    | 0.7 | 1.1  |
| 20 | Hank Biasatti   | 25   | 6  |    |    | 0.3 | 0.8  | .400 |    |     |     | 0.3 | 0.7 | .500 |    |    |    | 0.0 |    |     |    | 0.5 | 1.0  |